# Kolonelsaffaire

Bureau van de Zwitserse inlichtingendienst tijdens de Eerste Wereldoorlog.

De kolonelsaffaire (Duits: Obersten-Affäre; Frans: affaire des colonels; Italiaans: affare dei colonnelli) was een spionageschandaal in Zwitserland tijdens de Eerste Wereldoorlog, waarbij twee Zwitserse kolonels geheime militaire informatie doorspeelden aan het Duitse Keizerrijk en Oostenrijk-Hongarije.

## Omschrijving

### Spionage

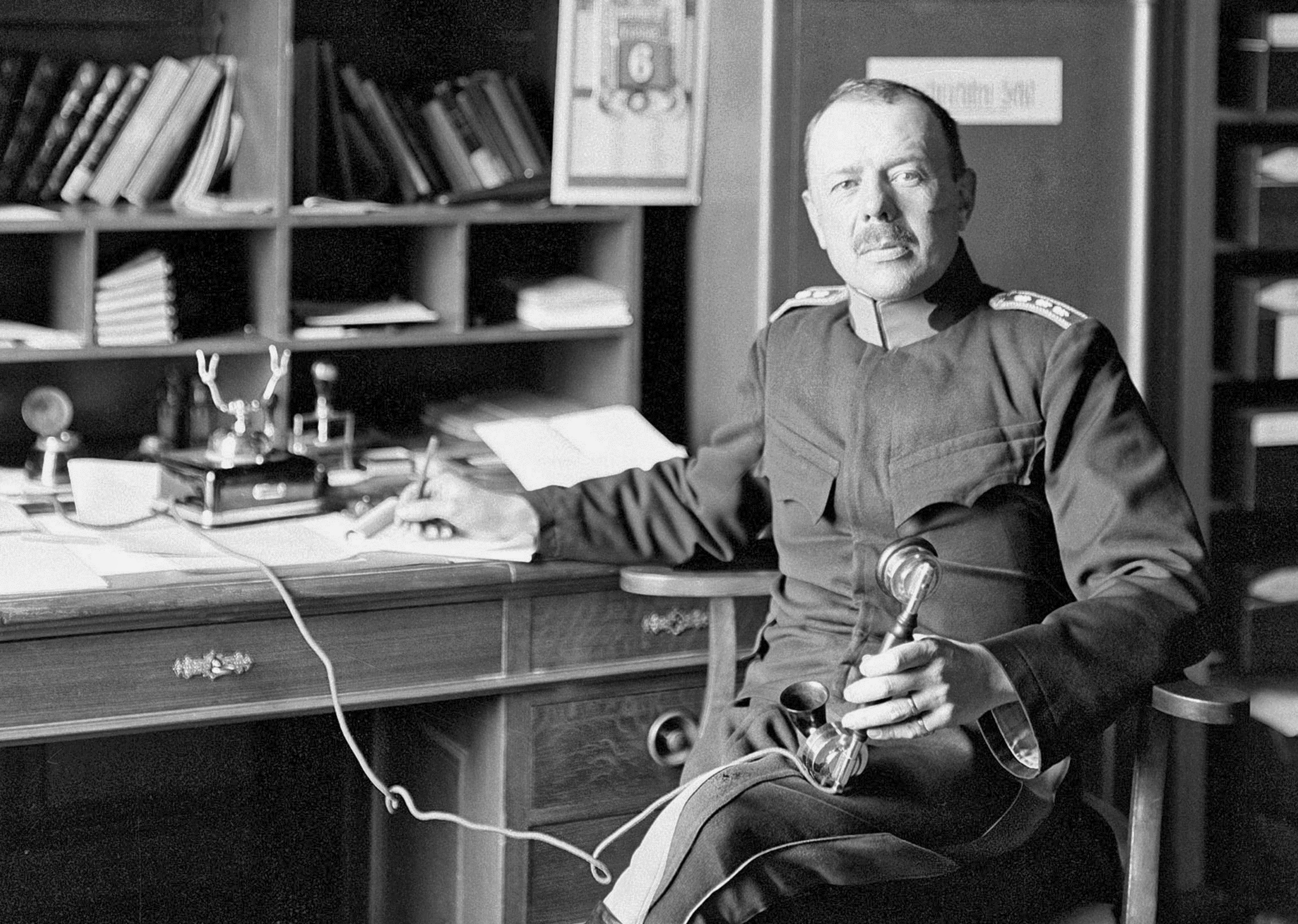
Kolonel Friedrich Moritz von Wattenwyl.

Kolonel Karl Egli.

Vanaf het begin van de Eerste Wereldoorlog speelden leden van het Zwitserse opperbevel, kolonels Friedrich Moritz von Wattenwyl en Karl Egli, de dagelijkse bulletins van de Zwitserse generale staf en door de Zwitsers ontcijferde geheime diplomatieke berichten hadden ontcijferd door aan Duitse en Oostenrijks-Hongaarse militaire attachés.

### Vervolging van de kolonels

Generaal Ulrich Wille, opperbevelhebber van de Zwitserse strijdkrachten tijdens de Eerste Wereldoorlog.

De Bondsraad werd van deze feiten op de hoogte gesteld in december 1915, nadat de Franse ambassadeur in Zwitserland Jean-Baptiste-Paul Beau de kwestie aankaartte bij bondspresident Giuseppe Motta. Generaal Ulrich Wille zou de twee kolonels vervolgens overplaatsen, in de hoop dat de zaak alzo een stille dood zou sterven. Ook de kolonels overste Theophil Sprecher von Bernegg hield hen het hand boven het hoofd. De affaire werd evenwel publiekelijk aan de kaak gesteld door onder andere Edouard Secretan, directeur van de krant La Gazette de Lausanne, en de Geneefse parlementsleden Frédéric Jules De Rabours en Marcel Guinand. Onder druk van de parlementsleden, de pers en de publieke opinie beval de Bondsraad op 11 januari 1916 een administratief onderzoek. Op 18 januari 1916 aanvaardde Wille tegen zijn wil in de verschijning van de twee kolonels voor een militaire rechtbank. Hoewel de rechtbank hun schuld bewezen achtte, werden zij niet veroordeeld, hetgeen een deuk zou opleveren in het imago van het Zwitserse leger.
's Anderendaags besliste de Bondsraad om een volledige juridische procedure op te starten. Op 28 februari 1916 besloot een militaire rechtbank in Zürich onder leiding van Heinrich Türler dat de kolonels strafrechtelijk onschuldig waren, en verwees de zaak door naar de militaire autoriteiten voor een tuchtvervolging. Wille veroordeelde hen vervolgens tot twintig dagen gevangenisstraf.

### Gevolgen
In Romandië leidde de affaire tot grote polemiek in de pers en de publieke opinie. In het bijzonder in Genève en Lausanne kwam het tot protestacties. Op 27 januari 1916 zou in Lausanne de vlag van het Duitse Keizerrijk bovendien worden neergehaald aan het Duitse consulaat. Ook de milde veroordeling van de kolonels lokte verontwaardiging uit. Waar de Romandische hogere kringen zich verzoenend opstelden, kreeg de zaak nauwelijks aandacht in Duitstalig Zwitserland en waren de socialisten unaniem in hun kritiek op het leger en de Bondsraad. In het Italiaanstalige Ticino, waar men de Entente sterk genegen was, leverde een kritisch artikel in de Gazzetta ticinese journalist Emilio Bossi een veroordeling op tot een maand gevangenisstraf.
De zaak veroorzaakte een vertrouwenscrisis op nationale schaal. Onder de bevolking nam het gevoel toe dat er een diepe kloof bestond tussen de verschillende Zwitserse taalgebieden en sociale klassen.
Intellectuelen en politici brachten een debat op gang over de neutraliteit van Zwitserland, een debat dat werd verergerd door de onzekere uitkomst van de oorlog. De zaak deed ook twijfel rijzen over de onpartijdigheid van de Zwitserse legerleiding en bevestigde ook de tegenstellingen tussen de Bondsraad en de top van het Zwitserse leger.